# Resolutie 95 Veiligheidsraad Verenigde Naties
Resolutie 95 van de Veiligheidsraad van de Verenigde Naties werd met acht stemmen voor en drie onthoudingen aangenomen. China, India en de Sovjet-Unie onthielden zich. De Veiligheidsraad vroeg Egypte om de belemmeringen die het had ingevoerd op schepen van of naar Israël in het Suezkanaal op te heffen.

## Achtergrond
In de oorlog tussen Israël en de Arabische landen er rond ontzegde Egypte in 1950 schepen onderweg naar Israël de toegang tot het Suezkanaal.

## Inhoud
De Veiligheidsraad:
- Herinnert aan resolutie 73 over de wapenstilstand waarin beloofd werd geen verdere gewelddaden te plegen.
- Herinnert verder aan resolutie 89 waarin over permanente vrede in Palestina werd gesproken en aandrong om stappen in die richting te nemen.
- Heeft het rapport van de stafchef van de VN-Bestandtoezichtsorganisatie van 12 juni gezien.
- Neemt er verder akte van dat de stafchef zich herinnerde dat de Egyptische delegatie in Rodos op 13 januari 1949 had gezegd "de oprechte wens te hebben om de vrede in Palestina te herstellen", terwijl Egypte nu niet wil ingaan op het verzoek om goederen op weg naar Israël ongehinderd doorheen het Suezkanaal te laten.
- Overweegt dat, gezien het feit dat er sinds tweeënhalf jaar een permanente wapenstilstand van kracht is met een permanent karakter, geen partij kan zeggen in staat van oorlog te zijn of het recht van bezoek, onderzoek en beslaglegging[2] ter zelfverdediging te moeten uitvoeren.
- Vindt dat het voortzetten van de praktijk in paragraaf °4 niet in overeenstemming is met het doel om een vredevolle overeenkomst te sluiten en permanente vrede te bereiken.
- Acht deze praktijk ook een schending van het recht van bezoek, onderzoek en beslaglegging.[2]
- Vindt gezien de omstandigheden niet dat deze praktijk gerechtvaardigd kan worden als zelfverdediging.
- Merkt nog op dat de beperking op doorgang in het Suezkanaal naar Israëlische havens door schepen van landen die niets met het conflict te maken hebben, een inbreuk is op het recht van bewegingsvrijheid op zee en de vrije handel.
- Vraagt Egypte de beperkingen op de commerciële vaart door het Suezkanaal te beëindigen en inmenging te beperken tot daar waar dat nodig is, voor de veiligheid in het kanaal en de toepassing van de internationale geldende conventies.

Lijst ·  90 ·  91 ·  92 ·  93 ·  94 ·  95 ·  96